# Légende de l'origine troyenne des Bretons
La légende de l'origine troyenne des Bretons s'est diffusée en partie avec l'ouvrage de Geoffroy de Monmouth, l’Histoire des rois de Bretagne. Selon lui, le premier roi de la Grande-Bretagne aurait été Brutus de Bretagne, petit-fils d’Énée, et aïeul du roi Arthur. Ce texte fut rédigé en latin entre 1135 et 1138. Geoffroy de Monmouth souhaitait écrire l'histoire du peuple breton depuis la première occupation de l'île jusqu'au moment où le pouvoir passe aux Anglo-Saxons au VIIe siècle. 
D'autres textes, comme le Roman de Brut, contribuèrent aussi à populariser en France l’odyssée de Brutus, ancêtre des Bretons et à la diffusion de la légende.
Au Moyen Âge, des intellectuels ont écrit sur cette légende pendant plusieurs siècles : de Geoffroy de Monmouth, historien proche de la monarchie Plantagenêt au début de XIIe siècle, à Alain Bouchart, secrétaire du dernier duc de Bretagne péninsulaire à la fin du XVe siècle, l'origine troyenne des Bretons a été considérée comme un fait historique par de nombreux auteurs. Dans le cadre de l'étude du mythe des origines troyennes, des historiens comme Colette Beaune ou Jacques Poucet ont cité et analysé cette légende dans une optique comparative.

## Une légende populaire
Parmi les mythes gréco-romains dont a hérité le Moyen Âge, celui des origines troyennes des peuples est un de ceux qui ont connu les plus grands succès en Occident. Dès le VIIIe siècle, les peuples barbares envahisseurs de l'Empire romain utilisent les mythes gréco-romains cherchent par son biais une légitimation en s'inventant des racines communes à Rome. En Angleterre, la légende de l'origine troyenne des Bretons, comme la légende arthurienne, remonte à l’Historia Brittonum de Nennius, au IXe siècle. Puis elle est reprise en 1136 dans l’Histoire des rois de Bretagne de Geoffroy de Monmouth. De même, en 1140, Geoffroy Gaimar fait allusion, dans son Estoire des Engleis, à l'un de ses précédents livres, aujourd'hui disparu, dans lequel il reprenait lui aussi la légende. Puis c'est le Roman de Brut de Wace en 1155, le Brut de Layamon, inspiré de Wace, à la fin du XIIe siècle, et la Chronique rimée d'Angleterre de Robert Mannyng (en) en 1338.
Elle est également exploitée dans Sire Gauvain et le Chevalier vert au XIVe siècle, The Seege of Troye (en), rédigé entre 1300 et 1350, la Gest Hystoriale of the Destruction of Troy en 1350-1400, le Laud Troy Book (en) de John Lydgate en 1400 (tiré comme le précédent de la traduction italienne du Roman de Troie de Benoît de Sainte-Maure par Guido delle Colonne) et le Recuyell of the Historyes of Troye (en) (traduction du Recueil des Histoires de Troie de Raoul le Fève) imprimé par William Caxton en 1475.
Dans le chapitre qu'il consacre à la conquête romaine de la Grande-Bretagne, Geoffroy de Monmouth glisse une allusion inspirée du livre IV de la Guerre des Gaules de César : « Ayant aperçu l'île de Bretagne, César s'informa autour de lui sur le pays et le peuple qui l'habitait. Quand il apprit le nom du pays et de ses habitants, il s'écria, les yeux tournés vers l'océan : "Par Hercule, Romains et Bretons, nous sommes de la même race puisque nous descendons des Troyens. Énée, après la chute de Troie, a été notre premier père ; Brutus fut le leur, lui qui était fils de Silvius, petit-fils d'Ascagne et arrière-petit-fils d'Énée." »

## Une légende relative aux Bretons de Grande-Bretagne et d'Armorique
Selon le contexte, les Bretons peuvent être les habitants celtes de l’île de Bretagne, la Grande-Bretagne actuelle, ou les habitants de l'Armorique. Dans l'Antiquité, avant l'arrivée des Anglo-Saxons, c'est la première acception qui est retenue. En effet, les Bretons d'Armorique sont les descendants de Bretons de Grande-Bretagne qui ont fui les Angles et les Saxons. Transplantés sur le continent, ils y importèrent leur langue celtique. D'ailleurs au Moyen Âge, les Bretons et les habitants de la Cornouailles et du Pays de Galles pouvaient aisément se comprendre. Ils étaient perçus comme formant un seul peuple, le peuple originel de la Grande-Bretagne. 
Les Bretons armoricains pouvaient donc reprendre à leur compte l'héritage de Brutus que revendiquaient également les Écossais et les Gallois par deux de ses fils supposés (voir plus bas). De fait, Jacques Pousset, professeur émérite de l'Université de Louvain, a démontré que la légende de l'origine troyenne des Bretons fut aussi utilisée dans le duché de Bretagne. Il cite ainsi les quatre livres des Grandes croniques de Bretaigne qui furent écrits à la fin du XVe et au début du XVIe siècle, par Alain Bouchart, d'abord secrétaire du duc de Bretagne, puis, après la réunion à la France, secrétaire du roi de France. Ses Chroniques, inspirées des Grandes chroniques de France racontent en vieux français l'histoire du peuple breton dans son ensemble, c'est-à-dire de la Grande-Bretagne et de la Bretagne armoricaine. Alain Bouchard utilise la légende troyenne pour valoriser la nation bretonne par rapport à la nation française qui se réclamait elle aussi d'une ascendance troyenne. Ainsi, il affirme le « langage breton est le vray et ancien langage de Troye ».

## Une légende centrée sur la vie de Brutus de Bretagne
Brutus de Bretagne est le premier roi légendaire des Bretons. Sa vie est racontée dans l'œuvre de Geoffroy de Monmouth, l’Historia regum Britanniae. C'est autour de ce personnage légendaire et de ses aventures que s'est construite la légende de l'origine troyenne des Bretons.
Après la guerre de Troie, Brutus et une partie des Troyens finissent par arriver après de multiples aventures sur l’île Albion. Cette île est d'une nature riche et est peuplée seulement de géants qui sont éradiqués. Les Troyens mettent en valeur cette terre en la cultivant et en construisant des maisons. Brutus donne son nom à l’île, dont les nouveaux habitants sont nommés « Bretons » et parlent la langue bretonne. Il rédige un code de loi pour son peuple. Il a trois fils de sa femme. À sa mort, ces derniers se partagent Albion : Locrinus hérite du centre de l’île et lui donne son nom Loegrie, Kamber s’installe à l’ouest et crée la Cambrie (actuel Pays de Galles), Albanactus va dans le nord et nomme son héritage l’Albanie (actuelle Écosse).

## Une légende utilisée dans le cadre de polémiques anti-anglaises
Selon l'historienne Colette Beaune, le mythe troyen a un rôle antianglais. Mais ceci a été mis en avant dès les recherches d'Alain Bossuat. Le mythe troyen fut introduit par Geoffroy de Monmouth afin de donner une légitimité bretonne aux conquérants normands en mettant de côté le peuple anglo-saxon d'Angleterre. Cette légende ne put donc jouer de rôle dans l'émergence d'une conscience identitaire commune des habitants du royaume d'Angleterre, contrairement à ce qui s'est passé en France et elle fut d'ailleurs utilisée à des fins polémiques contre les Anglais. Colette Beaune cite à cet égard la Chanson de Perceforest qui date du début du XIVe siècle : les troyens bretons ne dominent plus aujourd'hui l'Angleterre, car des Saxons barbares germaniques ont envahi l'île les tuant tous « en grande cruauté ». Les rescapés se sont enfuis en petite Bretagne. En effet, les origines troyennes mises en avant par Geoffroy de Monmouth et ses successeurs ne concernaient que les Bretons, c'est-à-dire les habitants celtes de la Grande-Bretagne. Or, depuis au moins Bède le Vénérable, les Anglais se percevaient comme les descendants des Angles et des Saxons qui ont vaincu et refoulé les Bretons au Pays de Galles, en Cornouailles et en Armorique. Le peuple anglais ne pouvait donc se réclamer de Brutus de Bretagne, ni de Troie. Certes, il y eut des tentatives pour rattacher les rois d'Angleterre à Troie avec Dudon de Saint-Quentin mais cette origine était celle d'une famille royale d'origine normande et non celle du peuple anglais. L'ensemble de ces données explique que la légende des origines troyennes ne fut pas aussi populaire en Angleterre qu'en France. D'autres textes sont mis en avant par l'historienne du Moyen Âge comme le Débat des hérauts d'armes de France et d'Angleterre.
La Cuentode Bruto et de Dorotea cherche à ridiculiser les Bretons et les Anglais sans discrimination. Désormais alliée de la France, la Castille considère que l’origine troyenne des anglo-bretons est une source de honte, car ce serait Dorothée (une femme) qui incarne les valeurs chevaleresques et non pas Brutus.

## Une légende utilisée pour justifier le rapprochement entre les peuples celtes et la France
La légende de l'origine troyenne des Bretons a été utilisée pour justifier le rattachement de la Bretagne à la France, Français et Bretons étant perçus comme issus du même peuple troyen. L'historienne Colette Beaune met en avant un autre exemple d'utilisation de la légende l'origine troyenne des Bretons dans le rapport de la France aux nations celtiques. Ainsi, dans la Chanson de Cyperis de Vignevaux dès le XIVe siècle, un prince d'origine troyenne, le mérovingien Childéric III, marie ses fils aux reines de Galles, d'Irlande et d'Écosse. Cette idée d'une parenté de la France avec les nations celtiques insulaires est reprise par Alain Chartier dans son discours au roi d'Écosse pour justifier et célébrer l'alliance entre l'Écosse et la France : les peuples écossais et français ont hérité du même sang porteurs des mêmes qualités de bravoure et de loyauté.

## Autres associations celto-troyennes

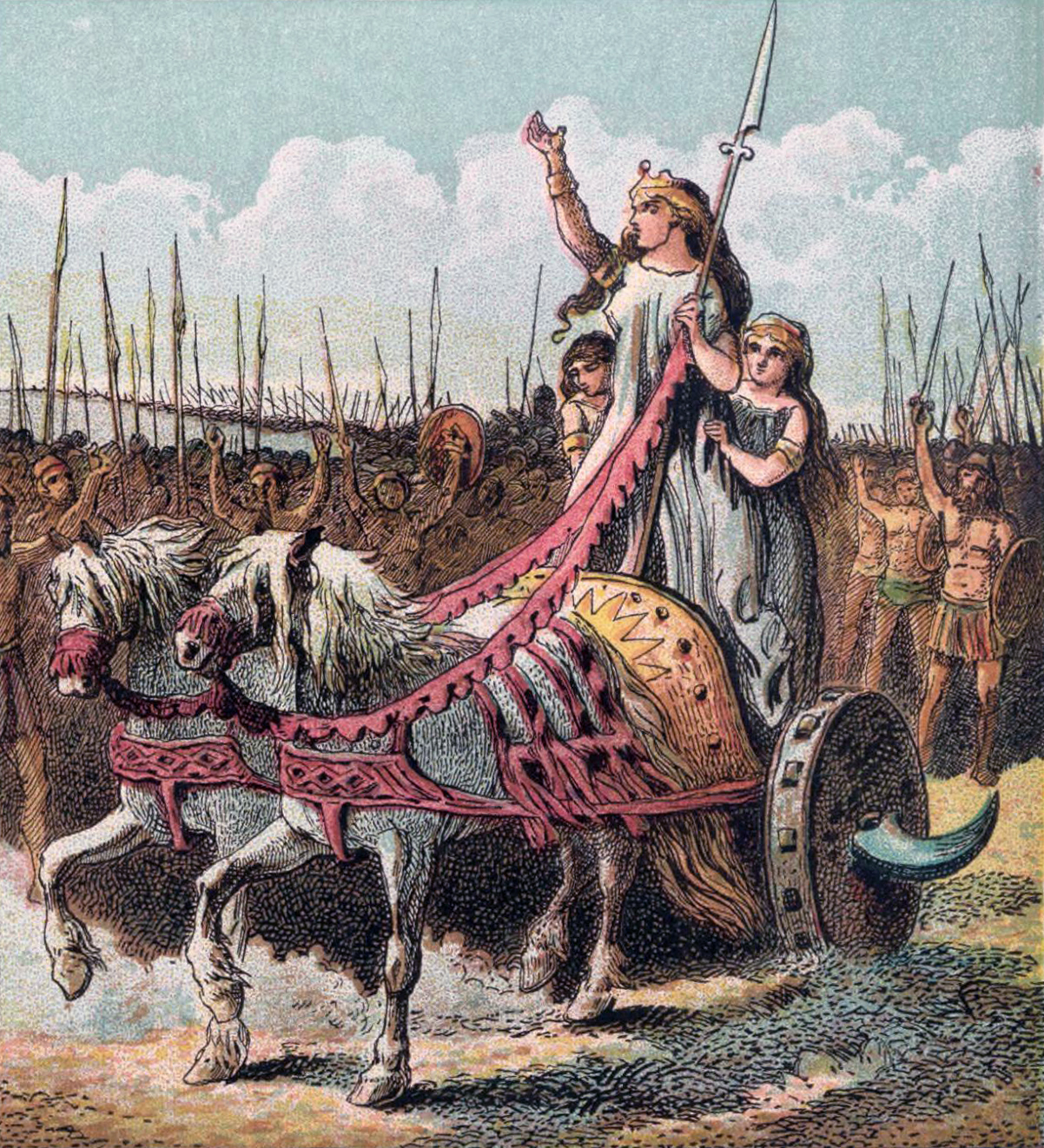
Boadicée dans son char (Kronheim)

Monmouth stipule que les Bretons sont descendus du mème caractère, et on peut voir donc pourquoi ce serait avantageux aux Bretons d’avoir la même descendance que leurs maîtres. Pourtant, il existe des éléments curieux: Étienne de Byzance dit que Brigia est le mot troyen pour les phrigia et que les Brigos viennent de la Macédoine. Il ajoute que le grammairien Hérodian dit qu’ils sont des brigantes, et qu’ils sont un peuple des brettanii. Or la fédération avoisinant les Parisii, en Grande-Bretagne, s’appelait les Brigantes. Les chars des Bretons (et Gaulois) se font remarquer par leur ressemblance aux chars de la guerre de Troie. La région des Parisii, outre manche, se distingue par un grand nombre de découvertes archéologiques de chars ‘Arras culture’. Le nom des Parisii, à la fois présent en Gaule et en Grande-Bretagne, n’a pas besoin d’explication vis-à-vis de sa ressemblance à Pâris de Troyes, ni l’existence de la ville de Troyes en France. Sur ce point, on peut ajouter que Diodore fait allusion à la similarité de la coutume des gaulois de récompenser leurs guerriers courageux avec la meilleure portion de viande, avec la même coutume troyenne: Ajax a reçu les tranches ‘chine,’ pleine longueur, à son honneur.
Enfin, la romance médiévale Fouke le fitz Waryn raconte que Guillaume le conquérant a rencontré un ‘Bretoun’ au Pays de Galles qui lui dit
‘Jadys vindrent  en cest pays Brutus, un chevaler mout vaylaunt, e Cornyneus, de qy Cornewayle  ad uncore le noun, e plusours autres, estrets du lignage troyene, e nul n’y habita cas parties, estre tre lede gentz, grantz geans, dount lur roy fust apelee Geomagog...'
Si le mot ‘estre’ veut dire ‘sauf’, alors ce récit s’inscrit avec les autres sous ‘légende populaire’ ci-dessus, qui veut que les troyens sont meilleurs que les autochtones. Le cas contraire, il infère que les celtes seraient eux-mêmes des géants laids:  
Selon Diodore, les Gaulois sont de grande taille et ils ont un apect terrifiant. Hormis ses cheveux roux, la reine Boadicée à des traits similaires selon Dion Cassius.